# ロンドニア州

ロンドニア州
 Estado de Rondônia

ロンドニア州 (ロンドニアしゅう、Rondônia ブラジルポルトガル語発音: [ʁõˈdonjɐ] ( 音声ファイル)) は、ブラジル北部の州。人口は158万1196人（2022年）。州都はポルト・ヴェーリョ。略称はRO。

## 産業
農業や林業の第一次産業が主体。1990年代以降、熱帯雨林を違法伐採して行う牧畜や農場経営が規模を増していることから、ブラジル環境・再生可能天然資源院は、2007年9月から宇宙航空研究開発機構のだいちの衛星画像を使って違法伐採の監視を行っている。

## 隣接州
- アマゾナス州
- マットグロッソ州
- サンタクルス県
- ベニ県
- パンド県
- アクレ州

## 主な都市
- ポルト・ヴェーリョ

## 教育
- ロンドニア連邦大学